# Onmiddellijkheidsbeginsel
Het onmiddellijkheidsbeginsel is een beginsel uit het strafrecht, dat van toepassing is op het bewijs dat tijdens een rechtszaak wordt aangevoerd tegen een verdachte. 
De rechter mag bij de bewijsbeslissing slechts rekening houden met hetgeen tijdens het onderzoek ter terechtzitting aan de orde is gesteld door de officier van justitie. Het idee hierachter is dat de zitting openbaar moet zijn, en dat al het bewijs tijdens een openbare zitting door de officier van justitie moet worden aangeleverd. Verder helpt dit beginsel ook bij de verdediging van de verdachte. Hij kan zich zo voorbereiden op het aangeleverde bewijs en kan dus niet tijdens een latere zitting plotseling met nieuw bewijs geconfronteerd worden.
Het onmiddellijkheidsbeginsel kan in twee delen worden onderverdeeld:
1. Het formele onmiddellijkheidsbeginsel. Dit houdt in dat de rechter alleen informatie die tijdens de zitting aan het licht is gekomen mag gebruiken in zijn oordeel. Let op; dit kunnen dus wel verklaringen zijn die tijdens het gerechtelijk vooronderzoek aan het licht zijn gekomen. Het gaat hier specifiek om dingen die genoemd zijn tijdens de zitting.
2. Het materiële onmiddellijkheidsbeginsel. Dit houdt in dat het bewijs uit de meest authentieke bronnen moet komen. Een ooggetuigenverslag gaat dus boven een audituverklaring.

In de Belgische wet is het onmiddellijkheidsbeginsel geregeld in artikel 190 van het Wetboek van Strafvordering. Het bewijs moet op basis van dit artikel bij de terechtzitting geleverd worden. In de praktijk wordt meestal een verificatie van het bewijsmateriaal uit het vooronderzoek uitgevoerd. In de Nederlandse wet is het onmiddellijkheidsbeginsel geregeld in art. 338 Strafvordering.